# Satyrium amoenum
Satyrium amoenum är en orkidéart som först beskrevs av Louis Marie Aubert Du Petit-Thouars, och fick sitt nu gällande namn av Achille Richard. Satyrium amoenum ingår i släktet Satyrium och familjen orkidéer.

## Underarter
Arten delas in i följande underarter:
- S. a. amoenum
- S. a. tsaratananae